# Дамкат Соконтор
Дамкат Соконтор (кхмер. ឝ្រីឝៅគន្ធបទ, 1473—1499/1512), также Срей Суконтор (кхмер. ស្រីសុគន្ធរថ), правил под именем Шри Сугандхапада — король Камбоджи с 1494 по 1512 год.
Полное имя — кхмер. ព្រះបាទសម្ដេច ព្រះរាជឱង្ការ ព្រះឝ្រីឝៅគន្ធបទ ចក្រពត្តិពង្សវរវង្សខត្តិយោ មហាសេដ្ឋោវរោរិទ្ធិពិធ្យាស្រ័យ មហ័យ រាជាធិរាជរាមាធិបតី ជាអម្ចាស់ជីវិតលើត្បូងគ្រងព្រះមហានគរកម្ពុជា សិរីយយោធរបវរឥន្ទបត្ត កុរុរដ្ឋរាជធានី បុរីរម្យឧត្តមមហាស្ថាន. Полное тронное имя — Брхат Пада Самдач Сдач Брхат Раджанкария Брхат Шри Сугандхара Пада Чакрапатибанса Вараварман Кхаттия Маха Сетха Вараридхи Бидхьясрая Махая Раджадхираджа Рамадипатиная Патхабитала Сакула Камбуджа Маха Индрапата Гуруратта Раджадханипури Рамья Удама Махастхан Пурана Раджаратаджади Сарананая Махаянаджати Брхат Параманатха Парама Бупатия Амачас Дживита Лудхибана Маха Негара Камбуджа Адипати (санскр. Brhat Pada Samdach Sdach Brhat Rajankariya Brhat Sri Sugandhara Pada Chakrapatibansa Varavarman Khattiya Maha Setha Vararidhi Bidhyasraya Mahaya Rajadhiraja Ramadipatinaya Pathabitala Sakula Kambuja Maha Indrapata Gururatta Rajadhanipuri Ramya Udama Mahasthan Purana Rajarattajadi Sarananaya Mahayanajati Brhat Paramanatha Parama Bupatiya Amachas Jivitha Ludhibana Maha Negara Kambuja Adipati).

## Биография
Дамкат Соконтор родился в 1473 году. Был старшим сыном короля Томмо Рачеа I. Стал королем в возрасте 26 лет после смерти своего отца. В ответ на это его младший брат — принц Анг Тян, обосновавшись в Пномпене, выдвинул свои претензии на камбоджийский престол, в то время как Дамкат Соконтор оставался в Срейсантхоре. С этот момента страна фактически оказалась разделена на две части.